# マスターピース/まばたき
「マスターピース/まばたき」は、SCANDALの24枚目のシングル。2019年3月27日にビクターエンターテインメント内のプライベートレーベル『her』から発売された。

## 概要
- 前作『恋するユニバース』から約1年5ヶ月振りのリリース[注 2]。
- 自身のプライベートレーベルである「her」を設立後初のシングルであり、自身初となる両A面シングルである[2]。
- フィジカルでの発売に先駆け、2019年3月20日に「マスターピース」が配信で先行リリースされた。またこれと同日に「マスターピース」のミュージック・ビデオが、SCANDALの公式YouTubeチャンネルにて公開されている[3]。
- フィジカルは2019年3月27日に、CDと雑誌「"her" Magazine」が同梱された『初回限定盤A』（VIZL-1549）、CDとジャケットデザインTシャツが同梱された『初回限定盤B』（VIZL-1550）、CDのみの『通常盤』（VICL-37467）の3形態で発売された。また、同日に「まばたき」のミュージック・ビデオがSCANDALの公式YouTubeチャンネルにて公開された[4]。

## 収録曲
1. マスターピース [4:19]
作詞：RINA　作曲：MAMI　編曲：川口圭太
  - STV『熱烈!ホットサンド!』2019年4月度エンディングテーマ[5]
  - ファッションワールド ニシムラ「フレッシャーズ レディース篇」CMソング[6]
2. まばたき [3:50]
作詞・作曲：RINA　編曲： MAMI
3. マスターピース(Instrumental) [4:19]
Instrumentalは通常盤のみ収録。